# 池田町図書館 (長野県)

池田町図書館（いけだまちとしょかん）は、長野県北安曇郡池田町にある町立図書館である。公民館機能と図書館機能を併せ持つ複合文化施設「池田町交流センターかえで」に入居している。

## 沿革
- 1897年（明治30年） - 明治丁酉図書館が池田小学校内に開設（会員制）[3]
- 1950年（昭和25年） - 池田町公民館で図書収集開始[3]
- 1969年（昭和44年） - 公民館図書室3,000冊設置[3]
- 1982年（昭和57年）- 池田町図書館・浅原六朗文学記念館（てるてるぼうずの館）竣工[3]
- 2019年（令和元年）- 池田町交流センターかえで内に移転し、10月25日に開館[4]。

## 池田町交流センター「かえで」の建物概要
- 敷地面積 7621.49m2[4]
- 建築延面積　2264.11m2[4]
- 構造 - 鉄筋コンクリート造 地上2階建[4]

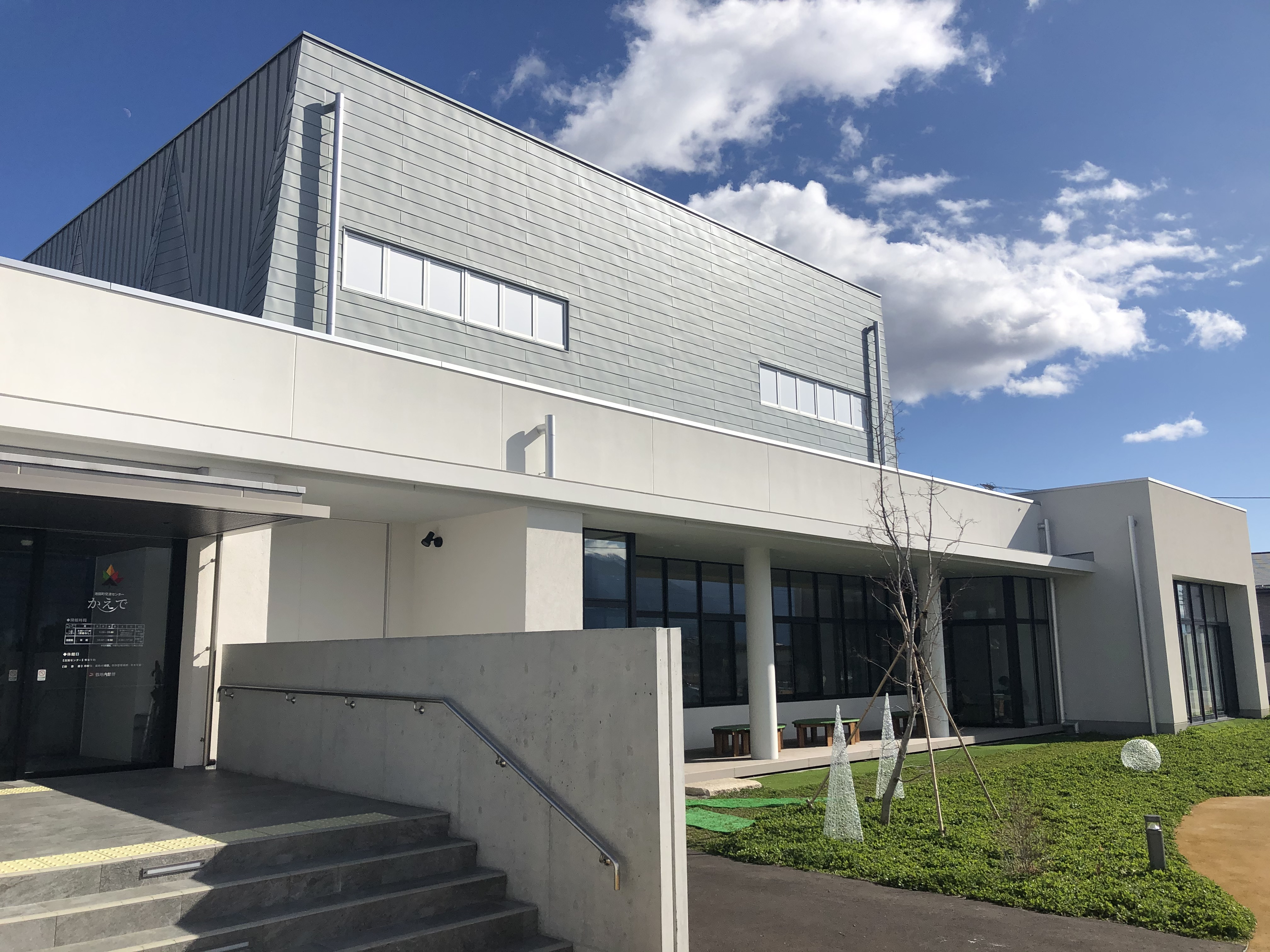
池田町交流センター「かえで」西口側外観

センターの愛称「かえで」は、池田町のシンボルである大峰高原の「七色大カエデ」にちなんでおり、「それぞれが気軽に集い　楽しみ　くつろぐ居場所」を目指している。
「池田町社会資本総合整備計画」の一環として、スーパーマーケット「アップルランド池田店」の跡地に整備された。2017年12月着工、当初は2019年3月の竣工を予定していたが、下水道管と電線・電柱の移設工事遅延、鉄筋や型枠の加工職人確保に時間がかかったため、工期を4か月延長し、8月31日に竣工式を行った。
交流センターは9月1日にオープン、図書館は遅れて10月25日にプレオープンし、11月3日に全館オープンを迎えた。開館を記念して、近隣の高瀬中学校の生徒が手作りしたしおり2000枚が館内で配布された。10月25日～11月3日に開催された「池田町芸術文化週間」のイベントには、教育評論家の尾木直樹によるグランドオープン記念講演会を含め、延べ2,000人が訪れた。

## 旧図書館のその後

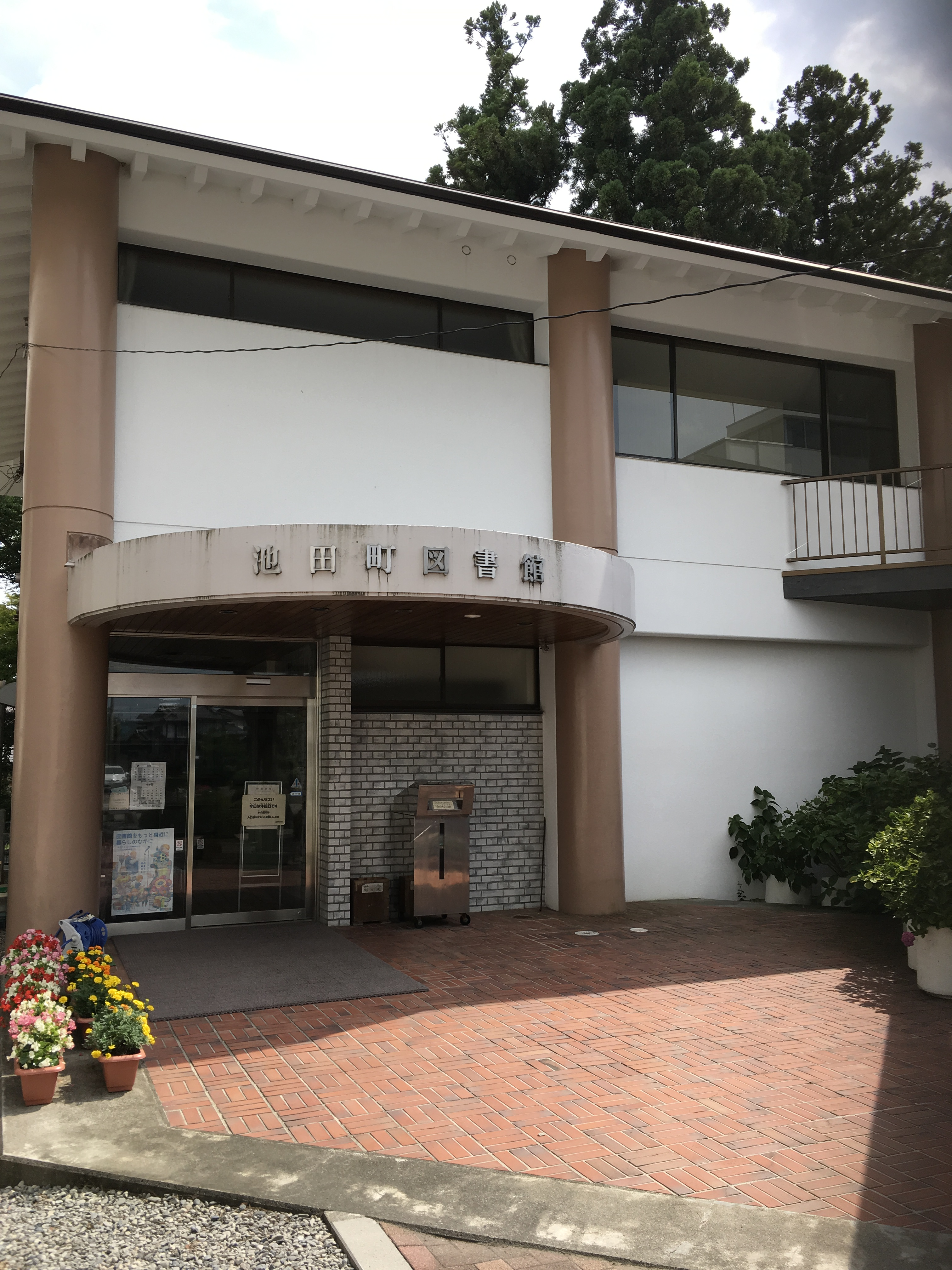
旧図書館の外観

移転することになった旧図書館は、移転作業のため2019年5月5日を以って閉館し、翌5月6日から移転までサービスを休止した。旧図書館の開館から閉館までの延べ貸出人数は361,210人、延べ貸出冊数は1,215,050冊であった。所蔵していた7万3千冊のうち、2千冊の除籍本を除いた本を新図書館に搬入している。除籍本の処理は、町民有志のボランティアの協力を得て行われ、7月7日に開催された「図書館さよならイベント」にて無料配布された。
移転を終了した旧図書館の建物は池田町教育会館として再利用され、1階が2020年7月1日から池田町文化財資料館展示室として公開されている。資料室には、町内に散逸していたの300点の資料が集約され8つのテーマで展示されている。　
　

## 利用案内
- 開館時間
  - 火～金曜日 : 午前10時～午後6時
  - 土・日曜日・祝日 : 午前９時～午後5時
- 休館日
  - 毎週月曜日
  - 毎月最終火曜日
  - 特別館内整理日
  - 年末年始

## 広域連携
2017年10月1日から北アルプス連携自立圏（北アルプス地域）の市立大町図書館、池田町図書館、松川村図書館、白馬村図書館、小谷村図書館で相互利用を開始した。地域内の在住・在勤・在学者が各図書館を使用できることとした。2018年4月1日からは、どの館でも資料の返却と取り寄せを可能とする相互貸借も開始した。